# SIG Sauer Mosquito
SIG Sauer Mosquito je poloautomatická pistole v ráži .22 Long Rifle navržena a vyráběná švýcarskou společností Swiss Arms AG známou jako SIG Sauer. Jde o zmenšeninu modelu SIG P226. S tou je téměř identická jak tvarem, úchopem a ovládacími prvky (až na pojistku). Jedná se o malorážový tréninkový model, ale není vyloučeno ho používat v obraně.
Rám pistole je vyroben z lehké hliníkové slitiny, vyztužený ocelovými vložkami. Zbraň pracuje v dvojčinném režimu (SA/DA). Závěr je neuzamčený dynamický. Všechny modely a varianty jsou v přední části vybaveny montážní lištou např. pro svítilnu nebo laser. Pro pistole značky SIG je SIG Mosquito vybavena v zadní části závěru v oblasti úchopových drážek netradiční oboustrannou manuální pojistkou. Z důvodu prodeje na americkém trhu je pistole na spodní straně rukojeti za zásobníkem opatřena zámkem proti zneužití zbraně.
Zásobník je jednořadý na 10 nábojů ráže .22 Long Rifle. Oproti ostatním zbraním SIG Sauer disponuje SIG Mosquito také odlišným postupem při rozebírání k čistění.

## Varianty
Zbraň je prodávána ve dvou variantách a to Standard a Sport (delší). Dále pak ve speciálních barevných provedeních.